# Порше Линн
Порше Линн (англ. Porsche Lynn, род. 14 февраля 1962 года, Сент-Джонс, Мичиган, США) — американская порноактриса и танцовщица. Лауреатка премий AVN Awards и XRCO Award.

## Ранние годы

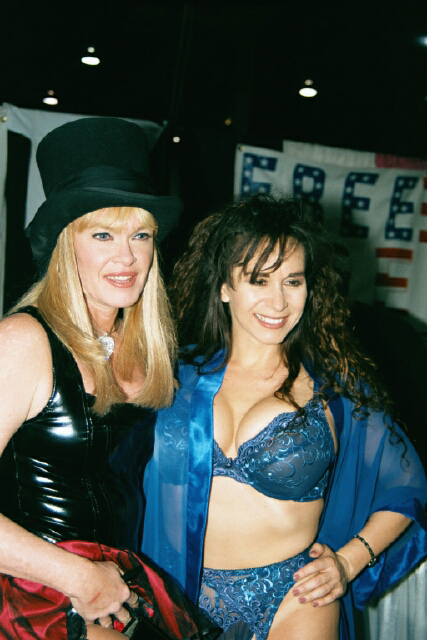
Линн и Кейша

Родители Линн погибли, когда ей было 6 лет, в процессе драматического развода. Линн, её мать и бабушка поехали к отцу, чтобы подписать документы о разводе; когда её мать постучала в дверь, отец застрелил жену, а затем застрелился сам.

## Карьера
Линн взяла сценическое имя по названию автомобильной марки Porsche, увидев одну из машин во время поездки на съёмки одного из самых ранних фильмов; она добавила к ней «Линн», поскольку хорошо звучало вместе.
В период с 1985 по 2002 год Линн снялась примерно в 170 фильмах для взрослых. Является членом Зала славы AVN и Зала славы XRCO. Вначале снималась в софткор-фильмах, но затем стала специализироваться на фильмах о женском доминировании.
Ноги Линн застрахованы на $1 млн.

## Награды
- 1988 XRCO Award — Старлетка года[3]
- 1989 XRCO Award — Лучшая сексуальная сцена девушка/девушка, за фильм The Kink (вместе с Lynn LeMay)[4]
- 1994 AVN Award — Лучшая женская роль второго плана, видео (Servin' it Up)[5]
- включена в Зал славы AVN
- 1994 — включена в Зал славы Legends of Erotica[6]